# Frédéric Épaud
Pour les articles homonymes, voir Épaud.
Frédéric Épaud, né  aux Sables-d'Olonne, est un acteur français.

## Filmographie

### Cinéma

#### Longs métrages
- 2001 : Adieu Babylone de Raphaël Frydman : Manager Pizzeria
- 2004 : Rois et Reine d'Arnaud Desplechin : L'employé de mairie
- 2004 : Le Rôle de sa vie de François Favrat : Le régisseur
- 2005 : 13 Tzameti de Gela Babluani : Un parieur
- 2005 : Douches froides d'Antony Cordier : Mario
- 2006 : Aurore de Nils Tavernier : Gardien de prison
- 2006 : Toi et moi de Julie Lopes-Curval : Le vendeur animaux
- 2006 : Les Fragments d'Antonin de Gabriel Le Bomin : Jean Chartreux
- 2007 : Tel père, telle fille d'Olivier de Plas : Le serveur
- 2007 : L'Auberge rouge de Gérard Krawczyk : Violet, fils adoptif de Pierre et Rose, sourd et muet
- 2008 : Les Yeux bandés de Thomas Lilti : Le blond
- 2008 : Coluche : L'Histoire d'un mec d'Antoine de Caunes : Aldo
- 2008 : Go Fast d'Olivier Van Hoofstadt : Wilfrid
- 2008 : Soit je meurs, soit je vais mieux de Laurence Ferreira Barbosa : Le policier
- 2009 : Fais-moi plaisir ! d'Emmanuel Mouret : Le séducteur
- 2009 : Le Dernier Vol de Karim Dridi : Louis
- 2009 : Espion(s) de Nicolas Saada : Laurent
- 2009 : King Guillaume de Pierre-François Martin-Laval : Le médecin urgentiste
- 2009 : La Sainte Victoire de François Favrat : Lieutenant de police
- 2010 : Complices de Frédéric Mermoud : L'homme d'affaires de l'hôtel
- 2012 : Le Paradis des bêtes d'Estelle Larrivaz : Renaud Girerd
- 2012 : Superstar de Xavier Giannoli : Journaliste
- 2012 : Une Estonienne à Paris d'Ilmar Raag : Dominique d'Antoine
- 2013 : Vive la France de Michaël Youn : Policier
- 2013 : De toutes nos forces de Nils Tavernier : Docteur Pascal
- 2013 : Jappeloup de Christian Duguay : Patrick Caron
- 2014 : Dans la cour de Pierre Salvadori : Le manager du groupe de rock * 2015 : Taj Mahal de Nicolas Saada : Pierre
- 2015 : Belle et Sébastien : L'aventure continue de Christian Duguay : René
- 2015 : Alaska de Claudio Cupellini : Serveur
- 2016 : La Vache de Mohamed Hamidi : L'organisateur du salon
- 2016 : L'Invitation de Michaël Cohen : Patrick
- 2016 : Vincent de Christophe Van Rompaey : Guillaume
- 2017 : Un sac de billes de Christian Duguay : Le curé Buffa
- 2017 : Nos patriotes de Gabriel Le Bomin : Maurice
- 2017 : Carbone de Olivier Marchal : L'inspecteur des impôts
- 2017 : Au revoir là-haut de Albert Dupontel : Livreur catalogues
- 2019 : L'Ordre des médecins de David Roux : Fred
- 2019 : J'accuse de Roman Polanski : Officier artillerie
- 2020 : De Gaulle de Gabriel Le Bomin : Un docker
- 2020 : Slalom de Charlène Favier : L'entraîneur de l'équipe de France
- 2022 : Le Tigre et le Président de Jean-Marc Peyrefitte : soldat
- 2022 : Stella est amoureuse de Sylvie Verheyde : le prof d'histoire
- 2022 : Mon héroïne de Noémie Lefort : Julien
- 2023 : Toni, en famille de Nathan Ambrosioni : le gérant du bar
- 2025 : Les Règles de l'art de Dominique Baumard
- Prévu en * 2025 : De Gaulle d'Antonin Baudry

#### Courts métrages
- 2001 : Le puits de Gabriel Le Bomin
- 2002 : À fleur de peau de Gela Babluani
- 2004 : Les Parallèles de Nicolas Saada
- 2004 : Libre échange d'Olivier de Plas
- 2005 : Convivium de Michaël Nakache
- 2011 : Le Commissaire Perdrix ne fait pas le voyage pour rien d'Erwan Le Duc

### Télévision
- 2006 : Mafiosa (saison 1, épisode 6) : Peretti
- 2008 : Ce Cochon de Morin de Laurent Heynemann : Séruzier
- 2010 : Mes chères études d'Emmanuelle Bercot : L'agent immobilier
- 2011 : Mystère au Moulin-Rouge de Stéphane Kappes : Barrietta
- 2011 : Platane (épisode "La fois où il était ruiné") : Alexis
- 2011 : Tout le monde descend de Renaud Bertrand : Marc Lapaillère
- 2012 : Merlin de Stéphane Kappes : Katan
- 2013 : La Source de Xavier Durringer : Hervé Voisin
- 2014 : Les Petits Meurtres d'Agatha Christie (épisode "Meurtre à la kermesse") : Monsieur Milou
- 2014 : Boulevard du Palais (épisode "Un bien pour le mal") : François Dermaut
- 2014 : Détectives (épisode "Panier de crabes") : Frédéric Rozen
- 2015 : Lui au printemps, elle en hiver de Catherine Klein : Maillet
- 2015 : Scènes de ménages (invité)
- 2015 : Le juge est une femme (épisode "Les liens du cœur") : Bruno Peyrac
- 2016 : Fais pas ci, fais pas ça (saison 8, épisode 4) : Ophtalmo
- 2017 : Engrenages : Commandant Delvaux
- 2017 : Contact (épisode "Dans les murs") : Denis Dubreuil
- 2017 : Zone blanche de Thierry Poiraud[1] : Maxime Pierrat
- 2018 : Nox (série télévisée) de Mabrouk El Mechri : Chiappini
- 2018 : Victor Hugo, ennemi d'État de Jean-Marc Moutout : Directeur Théâtre de la Gaîté
- 2019 : Thanksgiving (mini-série) de Nicolas Saada : Rameau
- 2020 : Le Mensonge de Vincent Garenq : Commandant Bruno
- 2020 : Meurtres à la Pointe du Raz de Laurent Dussaux : Ernest
- 2021 : HPI de Vincent Jamain et Laurent Tuel : Cyril Prigent
- 2021 : Pour te retrouver de Bruno Garcia : Stéphane Jamin
- 2022 : La Maison d'en face de Lionel Bailliu : Xavier Levêque
- 2022 : Meurtres à Pont-Aven de Stéphane Kappes : Loïc Blot

## Théâtre
- 2022 - 2023 : L'Avare de Molière, mise en scène Jérôme Deschamps, TNP Villeurbanne, Théâtre de la Ville, fêtes nocturnes du Château de Grignan